# Classe Émeraude (1937)
La classe Émeraude  di quattro sommergibili posamine, appartenne alla Marine nationale e fu progettata come miglioramento della precedente classe Saphir. Nessuna unità entrò mai in servizio.

## Progetto
Nel periodo tra le due guerre in Francia vennero sviluppati tre tipi principali di sommergibili: il sommergibile oceanico, o di prima classe, il sommergibile costiero, o di seconda classe, e il sommergibile posamine, o di terza classe.
La classe Émeraude apparteneva al terzo tipo e rappresentava un miglioramento rispetto alla classe Saphir da 925 tonnellate.
Di questa modello fu autorizzata la costruzione di quattro esemplari, l'Émeraude con il programma navale del 1937, e Agate, Corail, e Escarboucle con quello del 1938. L'unità capoclasse fu impostata presso l'arsenale di Tolone nel maggio 1938, mentre quella delle altre tre unità venne assegnata al cantiere navale Schneider di Chalon-sur-Saône. Dopo l'esito disastroso della battaglia di Francia, e la seguente firma dell'armistizio di Compiègne con la Germania nazista, la costruzione dello Émeraude fu fermata quando era giunta al 39%, e ciò che era stato costruito venne distrutto con la dinamite il 23 giugno 1940. La costruzione della altre unità della classe fu annullata. Dopo la fine della guerra ciò che rimaneva dello scafo dello Émeraude fu smantellato.

## Caratteristiche tecniche
Gli Émeraude erano battelli lunghi 72,7'0 metri, con una baglio di 7,36 metri e un pescaggio di 4,10 metri, caratterizzati dalla presenza di un doppio scafo. Il dislocamento standard era di 862 tonnellate a pieno carico; in immersione il dislocamento aumentava a 1 119 tonnellate. L'apparato propulsore era formato da due motori Diesel Schneider eroganti una potenza complessiva di 4 000 shp), e da due motori elettrici, eroganti una potenza complessiva di 2 540 shp. La velocità massima era di 15 nodi in superficie, e 9 in immersione. Il gasolio per gli apparati diesel garantiva un'autonomia di 5 600 miglia alla velocità di 12 nodi in emersione e di 90 miglia a 4 nodi in immersione. Ai motori erano vincolati due alberi con un'elica ciascuno.
L'armamento della classe si articolava su quattro tubi lanciasiluri da 550 mm. Sul ponte, davanti alla falsatorre, era stato installato un cannone Modèle 1936 da 100 mm L/45. Come difesa contraerea furono installate due mitragliatrici da 13,2 mm, su supporto binato SM 14. La capacità di trasporto mine era pari a 40 ordigni.
L'equipaggio della classe ammontava a quattro ufficiali e 39 tra sottufficiali e marinai.

## Unità
| Nome               | Cantiere                    | Impostazione | Varo | Completamento | Destino finale                                                                         |
| ------------------ | --------------------------- | ------------ | ---- | ------------- | -------------------------------------------------------------------------------------- |
| Émeraude (Q197)    | Arsenale di Tolone          | maggio 1938  |      |               | Distrutto sullo scalo il 23 giugno 1940, per evitarne la cattura da parte dei tedeschi |
| Agate (Q208)       | Schneider, Chalon-sur-Saône |              |      |               |                                                                                        |
| Corail (Q209)      | Schneider, Chalon-sur-Saône |              |      |               |                                                                                        |
| Escarboucle (Q210) | Schneider, Chalon-sur-Saône |              |      |               |                                                                                        |